# 麻豆交流道 (台84線)
麻豆交流道為台84線的交流道，位於臺灣臺南市麻豆區，指標為17k，可連絡台19甲線，在此交會的台19甲線可通往下營及麻豆市區方向。
|  | 17 麻豆 |  | 下營 麻豆 |